# Hermann Gründel
Hermann Gründel (* 25. November 1931 in Würzburg; † 10. Juli 2013 in Rheinbreitbach) war ein deutscher Diplomat und zuletzt Botschafter in Dänemark.

## Leben
Nach dem Abitur 1951 absolvierte Gründel ein Studium und trat anschließend in den Auswärtigen Dienst ein. Nach Abschluss der Laufbahnprüfung für den höheren Dienst fand er Verwendung an verschiedenen Auslandsvertretungen sowie in der Zentrale des Auswärtigen Amtes in Bonn. Zunächst war er Mitte der 1960er Jahre Mitarbeiter in der Ständigen Vertretung bei der NATO in Paris und danach von 1969 bis 1972 Konsul in Zagreb. Im Anschluss war er bis 1975 Referent in der Ständigen Vertretung bei der UNESCO in Paris. Nach zwischenzeitlichen Verwendungen in der Zentrale des Auswärtigen Amtes war er erstmals an der Botschaft in der Sowjetunion.
In den 1980er Jahren war er zehn Jahre in der Zentrale des Auswärtigen Amtes in Bonn tätig, und zwar zunächst als Leiter des Referats für Haushalt und Finanzen sowie anschließend als Ministerialdirigent für den Gesamtbereich Organisation, Haushalt und Verwaltung. Als solcher war er auch als Sicherheitsbeauftragter für das Auswärtige Amt und die 200 Auslandsvertretungen der Bundesrepublik Deutschland zuständig. Während einer erneuten Verwendung an der Botschaft in der Sowjetunion war er als Botschaftsrat Erster Klasse Leiter des Kulturreferats.
Zuletzt erhielt er 1991 als Nachfolger des in den Ruhestand getretenen Rüdiger von Pachelbel seine Akkreditierung als Botschafter in Dänemark und bekleidete diese Funktion bis zu seiner eigenen Versetzung in den Ruhestand 1996. Nachfolger als Botschafter wurde Anfang 1997 Johann Dreher.
Nach Eintritt in den Ruhestand war Gründel, der bis zuletzt in Rheinbreitbach lebte, zeitweise im Auftrag des Auswärtigen Amtes in der Mongolei tätig, um das dortige Außenministerium in Organisationsfragen zu beraten. Seine Beisetzung erfolgte auf dem Waldfriedhof Rheinbreitbach.